# Голубева
Го́лубева (рос. Голубева) — присілок у складі Верхотурського міського округу Свердловської області.
Населення — 2 особи (2010, 7 у 2002).
Національний склад населення станом на 2002 рік: росіяни — 100 %.